# Pablo Sánchez Rodríguez
Pablo Sánchez Rodríguez   (Madrid, 14 de gener de 1969) és un exfutbolista madrileny, que ocupava la posició de defensa.
Va debutar a primera divisió a la temporada 91/92, jugant a les files del Real Valladolid CF. No tindria continuïtat al conjunt val·lisoletà, per la qual cosa la seua carrera va prosseguir per diversos equips de Segona Divisió B, com l'Algeciras (dues etapes), el CD Numancia, Màlaga CF o AD Ceuta, fins a la seua retirada el 2005.